# 6LoWPAN
6LoWPAN (англ. IPv6 over Low power Wireless Personal Area Networks) — стандарт взаимодействия по протоколу IPv6 поверх маломощных беспроводных персональных сетей стандарта IEEE 802.15.4, а также название рабочей группы IETF, проектирующей этот стандарт.
Основной целью разработчиков было обеспечить взаимодействие беспроводных персональных сетей IEEE 802.15 с широко распространёнными сетями IP.
Базовая спецификация — RFC 4944..

## Область применения
6LoWPAN ориентируется на приложения, которые требуют беспроводного подключения к интернету с низкой скоростью передачи данных для устройств с ограниченными возможностями производительности и мощности. Например, автоматизация дома, офиса и производства. Хотя такие сети могут работать автономно, обеспечение подключения к Интернету может позволить разработчикам предоставить новые возможности при управлении такой сетью.

## Функции
Как и все сетевые уровни отображаемые IP, RFC 4944 обеспечивает множество функций. Из-за различий между IPv6 и IEEE 802.15.4 потребовалась разработка адаптационного уровня, и множество других решений.

## Адресация
IPv6 присваивает узлам 128-битный IP-адрес в иерархическом порядке, устройства IEEE 802.15.4 могут использовать 64-битный адрес IEEE или (после объединения PAN) 16-битные адреса, уникальные в рамках PAN.
Существует также PAN-ID для группы физически совместимых устройств IEEE 802.15.4.